# 何度目の青空か?
『何度目の青空か?』（なんどめのあおぞらか）は、日本の女性アイドルグループ乃木坂46の楽曲。2014年10月8日に乃木坂46の10作目のシングルとしてN46Div.から発売された。秋元康が作詞、川浦正大が作曲した。楽曲のセンターポジションは生田絵梨花が初めて務めた。

## 背景とリリース
DVD付属のType-A・B・C、CDのみの通常盤の4形態で発売。センターポジションは8th、9thと2作連続で表題曲センターを務めた西野七瀬に代わり、生田絵梨花が務めた。CDTV年越しSPでは、井上小百合がセンターを務めた。
生田絵梨花は2014年4月20日に開催された8thシングルの握手会で、大学進学のために9thシングルに参加しないことと、同年5月30日から6月15日まで開催される『16人のプリンシパル trois』終了後に芸能活動を一時休業することを発表したが、本シングルから活動再開・復帰した。伊藤寧々は2014年9月12日に乃木坂46公式サイトより2014年10月19日付けで卒業が発表されたため、本作には参加していない。
これまでの表題曲の歌詞は「君と僕のストーリー」が多いのに対し、本作の表題曲「何度目の青空か?」は「自分自身を今を見つめ直すこと」がテーマとなっている。同曲で示されている「今」は、歌詞の通り「青春時代」のこと。楽曲は、表題曲としては「君の名は希望」以来の四つ打ちバラードになっており、キックとピアノのシリアスな旋律から曲が始まり、次第に空が開けるような展開で構成されている。

## プロモーション
ヒット祈願キャンペーンとして『乃木坂って、どこ?』内で富士山の頂上にある鳥居をくぐりながらヒット祈願する企画に秋元真夏、生田絵梨花、生駒里奈、桜井玲香、星野みなみ、堀未央奈、松村沙友理の7名が挑戦した。最終的に富士山8合目到達前で桜井玲香がリタイアし、残りの6名が山頂でヒット祈願をした。
また、2014年9月26日から10月31日までJOYSOUND（エクシング）で歌唱回数の上位5名にサイン入りオリジナル写真をプレゼントし、さらに「XX.046点」を獲得した全員にサイン入りオリジナルポスターと新譜本セットをプレゼントするキャンペーンが実施された。

## アートワーク
| Type-A 表 | 生田絵梨花 |
| Type-A 裏 | 生田絵梨花 |
| Type-B 表 | 松井玲奈・白石麻衣・西野七瀬・橋本奈々未                                                                           |
| Type-B 裏 | 松井玲奈・白石麻衣・西野七瀬・橋本奈々未                                                                           |
| Type-C 表 | アンダーメンバー                                                                                                   |
| Type-C 裏 | アンダーメンバー                                                                                                   |
| 通常盤 表 | 松村沙友理・衛藤美彩・若月佑美・秋元真夏・堀未央奈・生駒里奈・星野みなみ・桜井玲香・高山一実・深川麻衣・斎藤ちはる |
| 通常盤 裏 | 選抜メンバー |

CDジャケットのコンセプトは「合唱の練習風景」で、茨城県にある廃校で撮影された。それぞれのタイプに合わせて「一生懸命練習する人」「参加したくてもなかなか勇気が出せない人」「サボってしまう人」「無邪気に楽しんで混ざっていく人」と、実際の学校生活によくある光景をメンバーが忠実に再現している。Type-Aはセンターの生田が音楽室でピアノを弾く場面、Type-Bは夕焼けどきの校庭での場面、Type-Cは前作、前々作に続きアンダーメンバーのみ、通常盤は選抜メンバーの一部が昼間の校庭で発声練習を行う場面となっている。撮影は太田好治が担当した。

## チャート成績
本作はサウンドスキャンジャパン、Billboard JAPAN Hot 100、Billboard JAPAN Top Singles Sales、オリコン週間CDシングルランキングなどの週間チャートで初登場1位を獲得した。オリコン週間CDシングルランキングにおける乃木坂46の1位獲得は2ndシングル「おいでシャンプー」から9作連続で通算9作目となり、連続1位獲得数でAKB48（24作連続）、SKE48（11作連続）に続き、ピンク・レディーとならぶ女性グループ歴代3位となった。初週推定売上は47万8788枚で、8thシングル「気づいたら片想い」が記録した約45万8000枚を上回り、自己最高記録を更新した。

## ミュージック・ビデオ
何度目の青空か
監督：内田けんじ、衣装：市野沢祐大・bodysong.、振付：LICO
栃木県足利市内にある学校と市民会館で撮影された。内容は「元女子校が共学になり、入学してみたら男子は自分ひとり」という設定の青春物語になっており、自分自身の今を見つめなおすことをテーマとし、自分しか男子がいない学校における様々な出来事がコミカルに描かれている。男子生徒役は広田亮平が務めた。
転がった鐘を鳴らせ!
監督：丸山健志
生田絵梨花が開発した人の中身を入れ替えることのできるマシンによってメンバーがパンクバンドや男子中学生、ヤマンバギャル、工事現場の作業員などと入れ替わってしまうユーモアあふれる内容となっている。
私、起きる。
監督：柳沢翔
メンバーが80年代アイドル風や原宿系アイドル風の姿になり、架空のアイドルを演じるファンタジー作品になっている。作中の曲名のロゴデザインはグラフィックデザイナーの杉山峻輔が担当した。
あの日　僕は咄嗟に嘘をついた
監督：湯浅弘章
伊藤万理華と井上小百合を中心に女子校の演劇部での配役を巡る葛藤を描いており、1990年公開の映画『櫻の園』をオマージュした作品になっている。教師役は1990年版『櫻の園』で生徒役を演じたつみきみほが務めた。

## メディアでの使用
何度目の青空か?
『HTC J butterfly HTL23』（2014年8月19日 - 、HTC NIPPON） CMソング
- 表題曲にタイアップが付いたのは、6thシングル「ガールズルール」以来、4作ぶり。

## シングル収録トラック

### Type-A
| #         | タイトル                                 | 作詞      | 作曲       | 編曲           | 時間  |
| --------- | ---------------------------------------- | --------- | ---------- | -------------- | ----- |
| 1.        | 「何度目の青空か?」                      | 秋元康    | 川浦正大   | 百石元         | 4:49  |
| 2.        | 「遠回りの愛情」                         | 秋元康    | Noda Akiko | 野中“まさ”雄一 | 4:16  |
| 3.        | 「転がった鐘を鳴らせ!」                  | 秋元康    | 中山英二   | 田上陽一       | 4:15  |
| 4.        | 「何度目の青空か? -off vocal ver.-」     |           | 川浦正大   | 百石元         | 4:49  |
| 5.        | 「遠回りの愛情 -off vocal ver.-」        |           | Noda Akiko | 野中“まさ”雄一 | 4:16  |
| 6.        | 「転がった鐘を鳴らせ! -off vocal ver.-」 |           | 中山英二   | 田上陽一       | 4:14  |
| 合計時間: | 合計時間:                                | 合計時間: | 合計時間:  | 合計時間:      | 26:39 |

| #         | タイトル                            | 作詞      | 作曲・編曲 | 監督                       | 時間 |
| --------- | ----------------------------------- | --------- | ---------- | -------------------------- | ---- |
| 1.        | 「何度目の青空か? Music Video」     |           |            | 内田けんじ                 | 5:54 |
| 2.        | 「転がった鐘を鳴らせ! Music Video」 |           |            | 丸山健志                   | 5:26 |
| 3.        | 「秋元真夏」                        |           |            | 山本ワタル                 | 4:03 |
| 4.        | 「生田絵梨花」                      |           |            | 月田茂、山本篤彦、柴谷麻以 | 5:02 |
| 5.        | 「斎藤ちはる」                      |           |            | 早川具孝                   | 3:44 |
| 6.        | 「新内眞衣」                        |           |            | 武田さとみ                 | 3:48 |
| 7.        | 「中元日芽香」                      |           |            | 大山徹                     | 4:03 |
| 8.        | 「永島聖羅」                        |           |            | カニくりーむコロっけ       | 3:41 |
| 9.        | 「能條愛未」                        |           |            | 水落豊                     | 4:05 |
| 10.       | 「橋本奈々未」                      |           |            | 応援団                     | 5:31 |
| 11.       | 「樋口日奈」                        |           |            | 臼井崇                     | 2:18 |
| 12.       | 「星野みなみ」                      |           |            | 志田誉幸                   | 3:02 |
| 13.       | 「松井玲奈」                        |           |            | 中村太洸                   | 5:04 |
| 14.       | 「研究生 part 1」                   |           |            | 伊藤衆人                   | 5:53 |
| 合計時間: | 合計時間:                           | 合計時間: | 61:34      |                            |      |

### Type-B
| #         | タイトル                             | 作詞      | 作曲               | 編曲               | 時間  |
| --------- | ------------------------------------ | --------- | ------------------ | ------------------ | ----- |
| 1.        | 「何度目の青空か?」                  | 秋元康    | 川浦正大           | 百石元             | 4:49  |
| 2.        | 「遠回りの愛情」                     | 秋元康    | Noda Akiko         | 野中“まさ”雄一     | 4:16  |
| 3.        | 「私、起きる。」                     | 秋元康    | Akira Sunset、ZERO | Akira Sunset、ZERO | 3:52  |
| 4.        | 「何度目の青空か? -off vocal ver.-」 |           | 川浦正大           | 百石元             | 4:49  |
| 5.        | 「遠回りの愛情 -off vocal ver.-」    |           | Noda Akiko         | 野中“まさ”雄一     | 4:16  |
| 6.        | 「私、起きる。 -off vocal ver.-」    |           | Akira Sunset、ZERO | Akira Sunset、ZERO | 3:51  |
| 合計時間: | 合計時間:                            | 合計時間: | 合計時間:          | 合計時間:          | 25:53 |

| #         | タイトル                        | 作詞      | 作曲・編曲 | 監督                       | 時間 |
| --------- | ------------------------------- | --------- | ---------- | -------------------------- | ---- |
| 1.        | 「何度目の青空か? Music Video」 |           |            | 内田けんじ                 | 5:54 |
| 2.        | 「私、起きる。 Music Video」    |           |            | 柳沢翔                     | 9:31 |
| 3.        | 「伊藤かりん」                  |           |            | 森澤透馬                   | 4:05 |
| 4.        | 「伊藤万理華」                  |           |            | 中村浩紀                   | 2:54 |
| 5.        | 「川後陽菜」                    |           |            | 古井哲郎                   | 3:55 |
| 6.        | 「川村真洋」                    |           |            | 山崎連基                   | 3:12 |
| 7.        | 「北野日奈子」                  |           |            | 伊藤衆人                   | 4:04 |
| 8.        | 「齋藤飛鳥」                    |           |            | 今泉力哉                   | 4:08 |
| 9.        | 「桜井玲香」                    |           |            | 平野奈央、福岡郷介         | 3:43 |
| 10.       | 「白石麻衣」                    |           |            | ヒロシュー                 | 3:07 |
| 11.       | 「松村沙友理」                  |           |            | 月田茂、山本篤彦、柴谷麻以 | 4:17 |
| 12.       | 「若月佑美」                    |           |            | 頃安祐良                   | 4:43 |
| 13.       | 「和田まあや」                  |           |            | あないかずひさ             | 3:58 |
| 14.       | 「研究生 part 2」               |           |            | 伊藤衆人                   | 6:08 |
| 合計時間: | 合計時間:                       | 合計時間: | 63:39      |                            |      |

### Type-C
| #         | タイトル                                         | 作詞      | 作曲       | 編曲           | 時間  |
| --------- | ------------------------------------------------ | --------- | ---------- | -------------- | ----- |
| 1.        | 「何度目の青空か?」                              | 秋元康    | 川浦正大   | 百石元         | 4:49  |
| 2.        | 「遠回りの愛情」                                 | 秋元康    | Noda Akiko | 野中“まさ”雄一 | 4:16  |
| 3.        | 「あの日 僕は咄嗟に嘘をついた」                  | 秋元康    | 三輪智也   | 京田誠一       | 4:13  |
| 4.        | 「何度目の青空か? -off vocal ver.-」             |           | 川浦正大   | 百石元         | 4:49  |
| 5.        | 「遠回りの愛情 -off vocal ver.-」                |           | Noda Akiko | 野中“まさ”雄一 | 4:16  |
| 6.        | 「あの日 僕は咄嗟に嘘をついた -off vocal ver.-」 |           | 三輪智也   | 京田誠一       | 4:12  |
| 合計時間: | 合計時間:                                        | 合計時間: | 合計時間:  | 合計時間:      | 26:35 |

| #   | タイトル                                    | 作詞 | 作曲・編曲 | 監督       | 時間 |
| --- | ------------------------------------------- | ---- | ---------- | ---------- | ---- |
| 1.  | 「何度目の青空か? Music Video」             |      |            | 内田けんじ | 5:54 |
| 2.  | 「あの日 僕は咄嗟に嘘をついた Music Video」 |      |            | 湯浅弘章   | 9:56 |
| 3.  | 「生駒里奈」                                |      |            | SUGOI inc. | 4:09 |
| 4.  | 「井上小百合」                              |      |            | 池田一真   | 4:04 |
| 5.  | 「衛藤美彩」                                |      |            | 大石健弘   | 4:04 |
| 6.  | 「斉藤優里」                                |      |            | 清水健斗   | 4:04 |
| 7.  | 「高山一実」                                |      |            | 大山徹     | 4:04 |
| 8.  | 「中田花奈」                                |      |            | 中島望     | 4:12 |
| 9.  | 「西野七瀬」                                |      |            | 湯浅弘章   | 5:03 |
| 10. | 「畠中清羅」                                |      |            | 笹川真     | 2:52 |
| 11. | 「深川麻衣」                                |      |            | 林隆行     | 4:12 |
| 12. | 「堀未央奈」                                |      |            | 山岸聖太   | 5:02 |
| 13. | 「大和里菜」                                |      |            | 川滝悟司   |      |
| 14. | 「研究生 part 3」                           |      |            | 伊藤衆人   | 7:52 |

### 通常盤
| #         | タイトル                             | 作詞      | 作曲                | 編曲           | 時間  |
| --------- | ------------------------------------ | --------- | ------------------- | -------------- | ----- |
| 1.        | 「何度目の青空か?」                  | 秋元康    | 川浦正大            | 百石元         | 4:49  |
| 2.        | 「遠回りの愛情」                     | 秋元康    | Noda Akiko          | 野中“まさ”雄一 | 4:16  |
| 3.        | 「Tender days」                      | 秋元康    | SoichiroK、Nozomu.S | Soulife        | 4:42  |
| 4.        | 「何度目の青空か? -off vocal ver.-」 |           | 川浦正大            | 百石元         | 4:49  |
| 5.        | 「遠回りの愛情 -off vocal ver.-」    |           | Noda Akiko          | 野中“まさ”雄一 | 4:16  |
| 6.        | 「Tender days -off vocal ver.-」     |           | SoichiroK、Nozomu.S | Soulife        | 4:41  |
| 合計時間: | 合計時間:                            | 合計時間: | 合計時間:           | 合計時間:      | 27:36 |

## 歌唱メンバー

### 何度目の青空か?
（センター：生田絵梨花）
- 3列目：衛藤美彩、若月佑美、堀未央奈、星野みなみ、高山一実、斎藤ちはる[15]
- 2列目：松村沙友理、秋元真夏、生駒里奈、桜井玲香、深川麻衣[15]
- 1列目：松井玲奈、白石麻衣、生田絵梨花、西野七瀬、橋本奈々未[15]

今作は前作「夏のFree&Easy」のフォーメーション3列目から1人減らし、「気づいたら片想い」以来の2作ぶりの16名選抜である。福神は前作同様、1列目と2列目を合わせた10人が「十福神」となる。斎藤ちはるが初選抜となり、斉藤優里、大和里菜、井上小百合が今作の選抜メンバーから外れた。

### 遠回りの愛情
（センター：永島聖羅・桜井玲香）
- 1期生：井上小百合、桜井玲香、中田花奈、永島聖羅、西野七瀬、能條愛未、大和里菜、若月佑美[46]

「94年組」による選抜メンバー。

### 転がった鐘を鳴らせ!
（センター：生田絵梨花）
- 1期生：秋元真夏、生田絵梨花、生駒里奈、衛藤美彩、斎藤ちはる、桜井玲香、白石麻衣、高山一実、西野七瀬、橋本奈々未、深川麻衣、星野みなみ、松村沙友理、若月佑美[46]
- 2期生：堀未央奈[46]
- 交換留学生：松井玲奈[46]

歌唱メンバーは、表題曲の選抜メンバーと同じ。

### 私、起きる。
（センター：生田絵梨花）
- 1期生：生田絵梨花、川後陽菜、齋藤飛鳥、斎藤ちはる、中元日芽香、樋口日奈、星野みなみ、和田まあや[46]
- 2期生：北野日奈子、堀未央奈[46]

当時現役高校生10名による選抜メンバーである。

### あの日 僕は咄嗟に嘘をついた
（センター：井上小百合）
- 伊藤かりん、伊藤万理華、井上小百合、川後陽菜、川村真洋、北野日奈子、齋藤飛鳥、斉藤優里、新内眞衣、永島聖羅、中田花奈、中元日芽香、能條愛未、畠中清羅、樋口日奈、大和里菜、和田まあや[28]

アンダーメンバーによる楽曲。伊藤かりんは乃木坂46のシングルに初参加。なお、研究生の相楽伊織はミュージック・ビデオのみに参加した。

### Tender days
- 1期生：秋元真夏、生田絵梨花、生駒里奈、桜井玲香、白石麻衣、西野七瀬、橋本奈々未、深川麻衣、松村沙友理[46]